# Jean-Luc Mandaba
Jean-Luc Mandaba (* 15. August 1943; † 22. Oktober 2000) war von 1993 bis 1995 Premierminister der Zentralafrikanischen Republik.

## Politische Laufbahn
Nach dem Wahlsieg von Ange-Félix Patassé gegen den bisherigen Präsidenten André Kolingba wurde er am 25. Oktober 1993 Premierminister einer Koalitionsregierung. Er gehörte der 1979 von Patassé gegründeten Partei Mouvement pour la Libération du Peuple Centrafricain (MPLC) an und war deren Vizepräsident. Eine 1994 verabschiedete neue Verfassung stärkte die Position des Präsidenten zu Lasten des Regierungschefs. Angesichts eines drohenden Misstrauensantrags wegen Vorwürfen, seine Regierung sei korrupt und inkompetent, trat er zurück. Am 12. April 1995 schied er aus dem Amt.
1999 beteiligte er sich an der Gründung einer kleinen Fluggesellschaft in der Hauptstadt Bangui. Kurz nach seinem Tod unter ungeklärten Umständen starb am 12. November 2000 sein Sohn Hervé, wobei ähnliche Symptome beobachtet wurde. Es wurde vermutet, dass beide vergiftet wurden.